# Vaterpolo na OI 2008.
Natjecanja u vaterpolu na OI 2008. u Pekingu održavala su se od 10. do 24. kolovoza.
Podijeljena su dva kompleta odličja, za muški i ženski vaterpolski turnir. 
Na muškom turniru sudjelulovalo je 12 ekipa, a na ženskom 8 ekipa.

## Muškarci

### Izlučni kriterij
Hrvatska je pobjedom u poluzavršnici SP-a 2007. izborila sudjelovanje na OI u Pekingu.
| Muški vaterpolo                     | Nadnevak                        | Domaćin                | Broj mjesta | Izborili sudjelovanje            |
| ----------------------------------- | ------------------------------- | ---------------------- | ----------- | -------------------------------- |
| Domaćin                             | -                               | -                      | 1           | Kina*                            |
| Europski izlučni turnir za OI 2007. | 2. – 9. rujna 2007.             | Bratislava, Slovačka   | 1           | Crna Gora                        |
| Sveafričke igre 2007.               | 5. – 20. srpnja 2007.           | Alžir                  | 1 (0)       | Odgođeno, nedovoljno momčadi.    |
| Panameričke igre 2007.              | 13. – 29. srpnja 2007.          | Rio de Janeiro, Brazil | 1           | SAD                              |
| Izlučni turnir Oceanije             | 30. studeni - 2. prosinca 2007. | Auckland, Novi Zeland  | 1           | Australija                       |
| Svjetska liga 2007.                 | 3. srpnja - 12. kolovoza 2007.  | Berlin**, Njemačka     | 1           | Srbija                           |
| Svjetsko prvenstvo 2007.            | 17. ožujka - 1. travnja 207.    | Melbourne, Australija  | 3           | Hrvatska, Mađarska, Španjolska   |
| Olimpijski izlučni turnir           | 2. – 9- ožujka 2008.            | Oradea, Rumunjska      | 3 (4)       | Njemačka, Grčka, Italija, Kanada |
| UKUPNO                              |                                 |                        | 12          |                                  |

* Kina će predstavljati Aziju, stoga azijsko prvenstvo neće biti ujedno i izlučno natjecanje za OI

**Berlin je bio domaćinom završnog dijela.

### Ždrijeb skupina
Na ždrijebanju 22. ožujka 2008., izvučene su natjecateljske skupine za muške.
| Skupina A  | Skupina B |
| ---------- | --------- |
| Mađarska   | Hrvatska  |
| Španjolska | Srbija    |
| Crna Gora  | Italija   |
| Grčka      | Njemačka  |
| Australija | SAD       |
| Kanada     | Kina      |

## Žene

### Izlučni kriterij
| Ženski vaterpolo                    | Nadnevak                 | Domaćin                | Broj mjesta | Izborili sudjelovanje            |
| ----------------------------------- | ------------------------ | ---------------------- | ----------- | -------------------------------- |
| Domaćin                             | -                        | -                      | 1           | Kina*                            |
| Europski izlučni turnir za OI 2007. | 19. – 26. kolovoza 2007. | Kiriši, Rusija         | 1           | Nizozemska                       |
| Panameričke igre 2007.              | 13. – 29. srpnja 2007.   | Rio de Janeiro, Brazil | 1           | SAD                              |
| Izlučni turnir Oceanije             | 17. – 19. prosinca 2007. | Brisbane, Australija   | 1           | Australija                       |
| Olimpijski izlučni turnir           | 19-24. veljače 2008.     | Trst, Italija          | 4           | Italija, Mađarska, Grčka, Rusija |
| UKUPNO                              |                          |                        | 8           |                                  |

### Ždrijeb skupina
- Skupina "A": SAD, Rusija, Italija, Kina
- Skupina "B": Grčka, Mađarska, Nizozemska, Australija

## Osvajači medalja

### Muškarci
| Zlato | Srebro | Bronca |
| --- | --- | --- |
| Mađarska Zoltán Szécsi Tamás Varga Norbert Madaras Dénes Varga Tamás Kásás Norbert Hosnyánszky Gergely Kiss Tibor Benedek Dániel Varga Péter Biros Gábor Kis Tamás Molnár István Gergely Izbornik: Dénes Kemény | SAD Brian Alexander Tony Azevedo Ryan Bailey Brandon Brooks Adam Hewko Thomas Hopkins Peter Hudnut Tim Hutten Genai Kerr JW Krumpholz John Mann Rick Merlo Merrill Moses Jeff Powers Jesse A. Smith Peter Varellas Adam Wright Layne Beaubien Izbornik: Terry Schroeder | Srbija Denis Šefik Andrija Prlainović Živko Gocić Vanja Udovičić Dejan Savić Nikola Rađen Duško Pijetlović Filip Filipović Aleksandar Ćirić Aleksandar Šapić Vladimir Vujasinović Branko Peković Slobodan Soro Izbornik: Dejan Udovičić |

### Žene
| Zlato | Srebro | Bronca |
| --- | --- | --- |
| Nizozemska Ilse van der Meijden Yasemin Smit Mieke Cabout Biurakn Hakhverdian Marieke van den Ham Daniëlle de Bruijn Iefke van Belkum Noeki Klein Gillian van den Berg Alette Sijbring Rianne Guichelaar Simone Koot Meike de Nooy trener Jan Pytlick | SAD Heather Petri Brittany Hayes Brenda Villa Lauren Wenger Natalie Golda Patty Canderas Jessica Steffens Elsie Windes Alison Gregorka Moriah van Norman Kami Craig Elizabeth Armstrong Jaime Hipp trener Guy Baker | Australija Gemma Beadsworth Nikita Cuffe Suzie Fraser Taniele Gofers Kate Gynther Amy Hetzel Bronwen Knox Ema Knox Alicia McCormark Mellisa Rippon Rebbeca Ripon Jenna Santoromito Mia Santoromito trener Greg McFadden |